# Demetrios-Kathedrale (Wladimir)
Koordinaten: 56° 7′ 44″ N, 40° 24′ 39″ O
Die Demetrios-Kathedrale (russisch Дмитриевский собор Dmitrijewski sobor, wiss. Transliteration Dmitrievskij sobor) ist eine russisch-orthodoxe Kathedrale in Wladimir, die dem Märtyrer Demetrios von Thessaloniki geweiht ist. Sie ist Teil des UNESCO-Welterbes der Weißen Monumente von Wladimir und Susdal. Sie wurde von 1194 bis 1197 (nach anderen Quellen früher um 1191) von Wsewolod III., dessen Taufname Dimitri war, aus weißem Kalkstein gebaut. Sie ist vor allem für ihre Steinreliefs bekannt. Die Kirche brannte mehrmals nieder: 1237, 1536, 1719 und 1760. 
Bei der Restaurierung von 1837 bis 1839 unter Nikolaus I. wurde die Kirche in den vermeintlich ursprünglichen Zustand versetzt. Das heißt: Treppentürme und Galerien wurden abgerissen, weil fälschlicherweise angenommen wurde, es seien spätere Ergänzungen. Da allerdings die entfernten Galerien auch eine tragende Funktion hatten, traten später Risse in der Wand auf. 1919 wurde die Kirche profaniert und es durften keine Gottesdienste mehr gehalten werden. Erst 2011 fand nach Jahrzehnten wieder ein Gottesdienst statt. 
In den Jahren 1999 bis 2004 wurde die Kirche letztmals restauriert. Heute ist sie ein Museum und kann gegen Eintrittsgeld besichtigt werden.